# Gotlandsmarmor
Gotlandsmarmor är ett inofficiellt äldre namn på den röda kalksten som finns på Gotland, vilken innehåller talrika fragment av krinoideer och koraller. Den har ofta använts som både nyttosten och byggnadssten och finns i form av bordskivor, brevpressar och prydnadsföremål. Flera av Gotlands medeltida kyrkobyggnader består av "Gotlandsmarmor".